# Mary Peters (atleta)
Lady Mary Elizabeth Peters (Halewood, 6 luglio 1939) è un'ex multiplista britannica, vincitrice della medaglia d'oro alle Olimpiadi di Monaco di Baviera nel 1972 nel pentathlon.

## Primi anni di vita e formazione
Lady Mary Peters è nata a Halewood, nel Lancashire, il 6 luglio 1939 ma si è trasferita a Ballymena e più tardi a Belfast all'età di undici anni, quando suo padre è stato trasferito lì per lavoro. Oggi vive a Lisburn, appena fuori Belfast.
Da adolescente, suo padre ha incoraggiato la sua carriera da atleta costruendo degli attrezzi per la pratica domestica come regali di compleanno. Si è qualificata come insegnante e mentre si allenava lavorava.

## Carriera nell'atletica

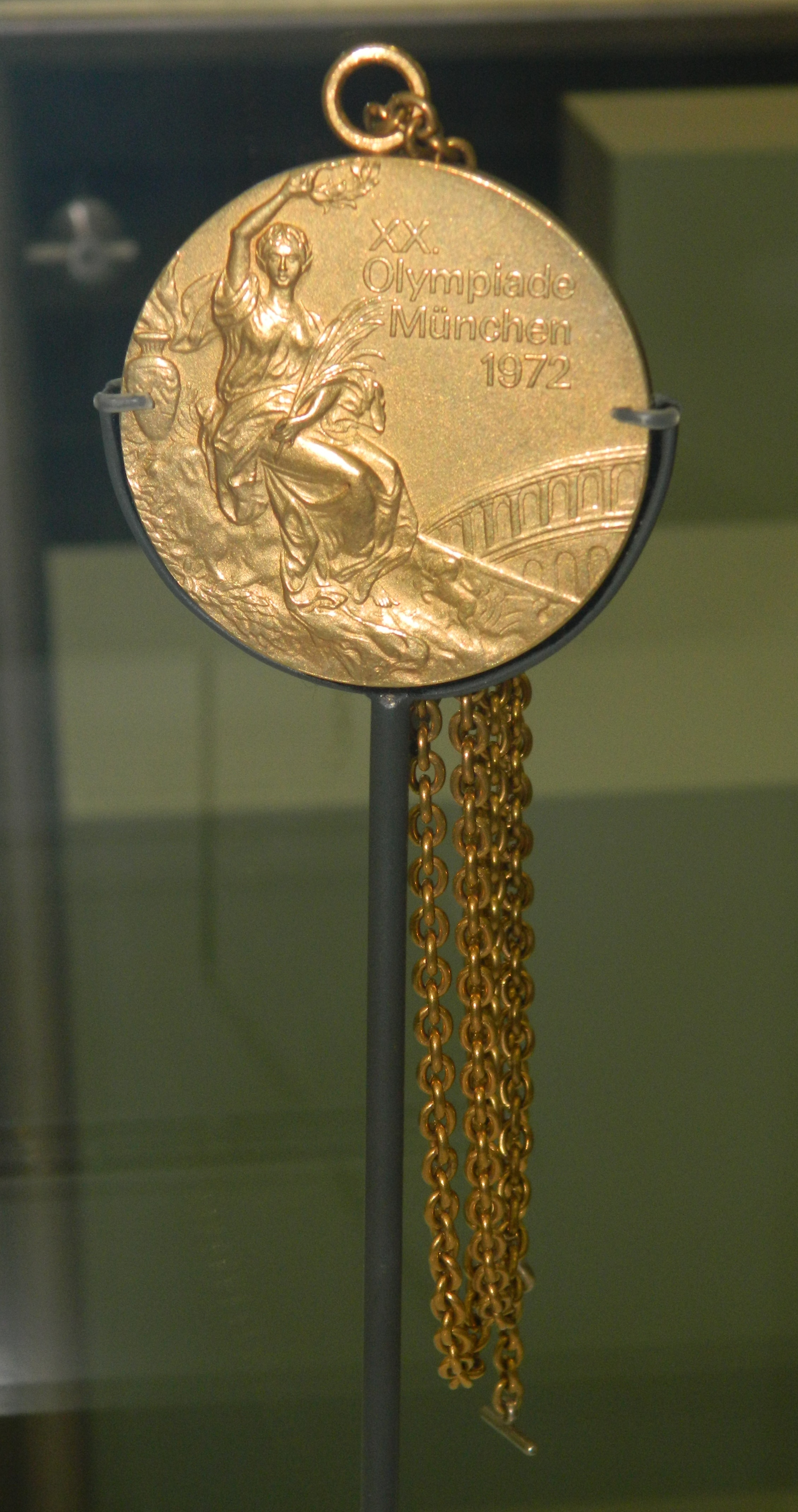
La medaglia d'oro da lei vinta alle Olimpiadi di Monaco di Baviera del 1972.

Dopo Ballymena, la famiglia si è trasferita a Portadown dove Mary ha frequentato il Portadown College. Il preside Donald Woodman e l'insegnante di educazione fisica Kenneth McClelland l'hanno presentata a McClelland, il suo primo allenatore. È stata la ragazza principale della scuola nel 1956.
Alle Olimpiadi di Tokyo ha partecipato alle gare di getto del peso ma è arrivata quarta. Alle successive Olimpiadi di Città del Messico è arrivata nona.
Alle Olimpiadi di Monaco di Baviera del 1972 ha partecipato alle competizioni per la Gran Bretagna e l'Irlanda del Nord e ha vinto la medaglia d'oro nel pentathlon femminile. Per vincere la medaglia d'oro, ha battuto di poco la favorita locale, Heide Rosendahl della Germania Ovest, di 10 punti, stabilendo il record mondiale. Dopo la sua vittoria, alla BBC giunsero diverse minacce di morte contro di lei per via telefonica: "Mary Peters è una protestante e ha vinto una medaglia per la Gran Bretagna. Verrà fatto un attentato contro la sua vita dall'IRA. [...] La sua casa salterà per aria nel prossimo futuro". Peters ha insistito sul fatto che sarebbe tornata a casa a Belfast. È stata accolta dai fan e da una band all'aeroporto, ha sfilato per le strade della città ma non le è stato permesso di tornare nel suo appartamento per tre mesi. Ha rifiutato dei posti di lavoro negli Stati Uniti d'America e in Australia, dove viveva suo padre, e ha insistito per rimanere in Irlanda del Nord.
Nel 1972 ha vinto il premio "Personalità sportiva dell'anno della BBC" con la seguente motivazione: "Peters, 33 anni, segretario di Belfast, ha vinto l'unico oro britannico di atletica alle Olimpiadi di Monaco: il concorso di pentathlon è stato deciso nell'evento finale, i 200 metri, e Peters ha conquistato il titolo di un decimo di secondo".
Ha rappresentato l'Irlanda del Nord in tutti i Giochi del Commonwealth dal 1958 al 1974. In questi giochi ha vinto due medaglie d'oro nel pentathlon, oltre a una medaglia d'oro e una d'argento nel getto del peso.

## Dopo l'atletica
Nel maggio del 2001 è diventata trustee di The Outward Bound Trust ed è vicepresidente della Northern Ireland Outward Bound Association. È anche patrona del Springhill Hospice di Rochdale.
La principale pista di atletica dell'Irlanda del Nord, situata alla periferia di Belfast, porta il suo nome. All'interno vi è un suo busto.
Nell'aprile del 2009 è stata nominata lord luogotenente della città di Belfast. Ha lasciato l'incarico nel 2014 e le è succeduta Fionnuala Jay-O'Boyle.
È cittadina onoraria delle città di Lisburn  e di Belfast.
Il 27 febbraio 2019 è stata nominata membro dell'Ordine della Giarrettiera, il massimo ordine cavalleresco inglese.

## The Mary Peters Trust
Nel 1975 ha fondato un'associazione sportiva di beneficenza per sostenere giovani sportivi di talento, sia abili che disabili, provenienti da tutta l'Irlanda del Nord. Il Trust, ora noto come Mary Peters Trust, aiuta gli aspiranti giovani atleti a realizzare il loro massimo potenziale assistendoli sia in termini di capacità finanziaria che di consulenza. Fin dalla sua fondazione più di 40 anni fa, il Mary Peters Trust ha ricevuto un numero impressionante di premi facendo la differenza per le vite di migliaia di giovani atleti provenienti da tutta l'Irlanda del Nord. Il Trust ha una lista impressionante di alunni tra i quali figurano Graeme McDowell, Rory McIlroy, Jonathan Rea, Darren Clarke, David Humphreys, Bethany Firth, Ryan Burnett, Carl Frampton, Paddy Barnes, Michael Conlan, Kelly Gallagher, Michael McKillop, Janet Gray e molti altri.

## Onorificenze

Stemma di Lady Mary Peters

## Palmarès
| Anno | Manifestazione  | Sede              | Evento     | Risultato | Misura   | Note |
| ---- | --------------- | ----------------- | ---------- | --------- | -------- | ---- |
| 1972 | Giochi olimpici | Monaco di Baviera | Pentathlon | Oro       | 4.801 p. | RM   |